# Virgen dels Consellers
La Virgen dels Consellers (Virgen de los Consejeros en castellano) es una tabla pintada al óleo por el artista Luis Dalmau en 1445 y que se encuentra en el Museo Nacional de Arte de Cataluña en Barcelona. Está considerada como una de las piezas en pintura gótica flamenca más importantes realizadas en Cataluña.

## Historia
En el año 1431 el rey Alfonso V el Magnánimo mandó a su pintor de cámara, el valenciano Luis Dalmau a Flandes para la contratación de tapiceros con el objetivo de organizar talleres de tapicería en Valencia. Lo hizo con una bolsa de viaje de «cien florines al peso de Castilla». Se cree que fue allí donde el artista conoció e incluso trabajó en el taller del pintor Jan van Eyck y seguramente vería también el políptico de Gante en la catedral de San Bavón, de la ciudad de Gante, instalado en el año 1432.
El Consejo de Ciento en su reunión del 6 de junio de 1443, acordó nombrar una comisión de doce prohombres para gestionar la contratación de la pintura de un retablo. El 4 de septiembre de 1443 se le contrató en Barcelona por los consejeros del Salón de Ciento, y para la capilla de la Casa de la Ciudad la ejecución de un retablo haciendo constar en el contrato que sería:

De bona fusta de roure de Flandes ben endrapat e enguixat.(De buena madera de roble de Flandes bien drapeado y enyesado).

Y esta obra se complementaba con una predela, en la actualidad perdida, que según los acuerdos del contrato debía contener los escudos de la ciudad y dos escenas de la vida de los santos Andrés y Eulalia.
El 26 de noviembre de este mismo año se encargó al carpintero Francesc Gomar los trabajos del marco de este retablo, que además se adornó con pedrería.
A pesar de que en aquel tiempo Bernardo Martorell era un pintor de los que más trabajaban en Barcelona, se cree que el encargo fue para Dalmau porque los consejeros querían un buen retratista: «lo millor pintor que trobar se pogués» (el mejor pintor que se pudiera encontrar). También en este contrato se estipuló que las figuras de los consejeros tenían que corresponderse con sus rasgos reales.
La tabla se situó en el centro de la Capilla de la casa de la Ciudad de Barcelona, cerca del actual Salón de Ciento, después, en 1847, debido a unas obras de eliminación de esta capilla, fue trasladado el retablo a la iglesia de San Miguel situada junto al ayuntamiento, hasta que fue derruida la iglesia en 1870 y pasó como depósito del Ayuntamiento de Barcelona al Museo Nacional de Arte de Cataluña el 30 de mayo de 1902.

## Descripción
Medidas:  272 x 276 cm (superficie pintada) 311,5 x 311 cm (dimensión máxima con marco incluido).
El retablo consta de una sola tabla, con figuras de tamaño natural, representando a la Virgen con el Niño, sentada sobre un trono de estilo gótico apoyado sobre cuatro leones, dicho trono está pintado con ornamentos de esculturas y se corona con un alto dosel con un pináculo en el centro y otros dos más pequeños en ambos lados. La Virgen presenta una larga cabellera ondulada cayéndole por encima de ambos hombros y se cubre con un gran manto de color azul, ribeteado con una cenefa de oro y perlas que se encuentra sujeto en el pecho con un broche de orfebrería, mientras el Niño está cubierto con un velo transparente blanco y lleva colgado en el cuello un amuleto de una rama de coral. Se encuentra la escena situada dentro de un interior con ventanales flamígeros al fondo, donde hay unos ángeles cantores y se aprecia detrás de ellos el paisaje. En ambos lados del trono de la Virgen se encuentran San Andrés y Santa Eulalia, los cuales portan los atributos de su martirio y hacen la presentación de los cinco consejeros de la ciudad que le habían hecho el encargo, arrodillados con las manos juntas en actitud de oración en un primer término y retratados fielmente, vistiendo gramallas rojas forradas de piel. Se reconocen a Joan Llull, Francesc Llobet, Joan Junyent, Ramon Savall y Antoni de Vilatorta. El pavimento del suelo está realizado copiando azulejos valencianos con los escudos de la ciudad de Barcelona y en el techo la arquitectura representa una bóveda de crucería que muestra en sus claves el escudo de la ciudad.

Luis Dalmau firmó esta obra en la base del trono de la Virgen:

SUB ANNO MCCCCXLV PER LUDOVICUM DALMAU FUIT DEPICTUM .

## Análisis

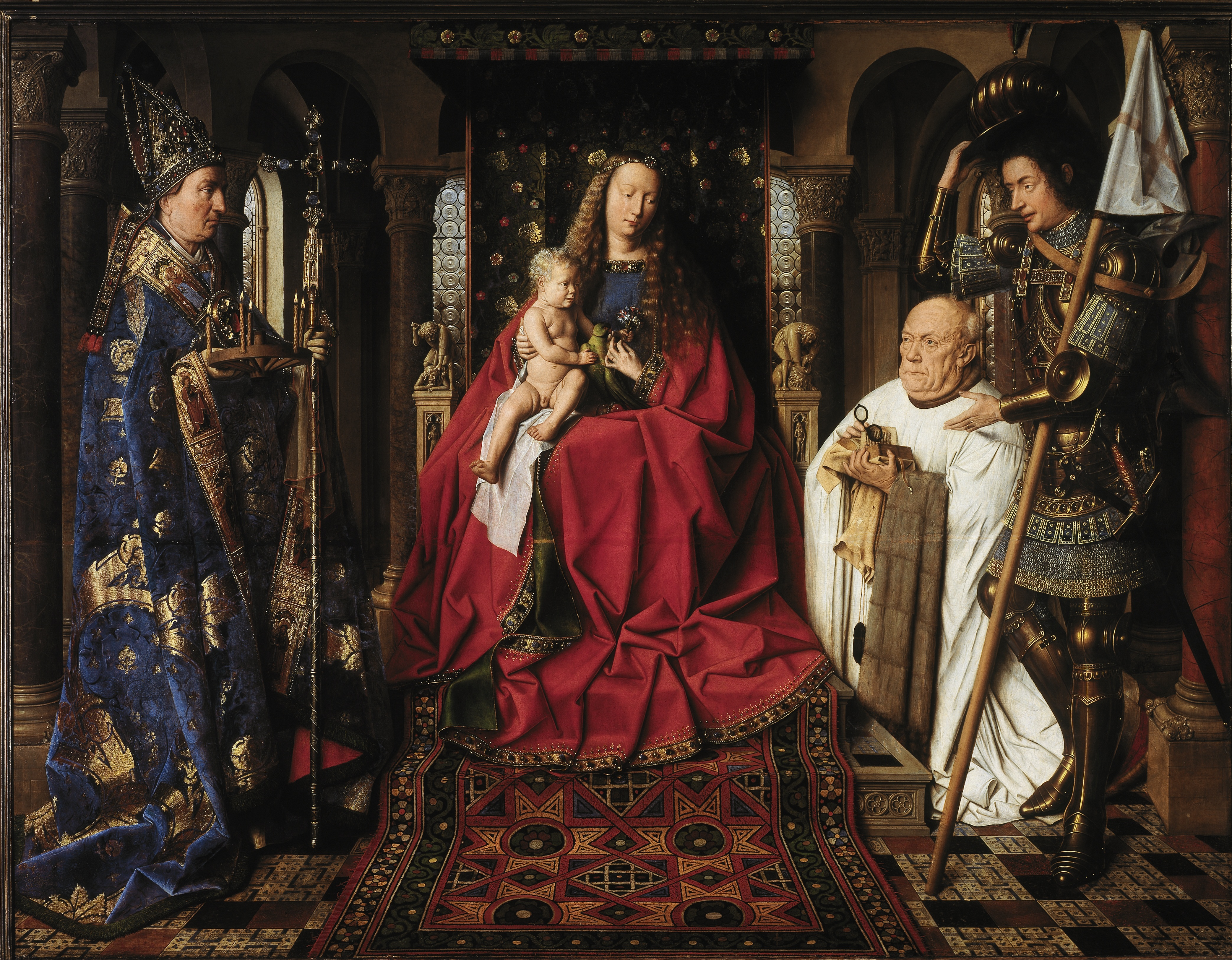
Virgen del canónigo Van der Paele de Jan van Eyck, pintura con la que se compara la Virgen des Consellers de Luis Dalmau.

Toda en esta pintura sigue fielmente las realizadas por el maestro flamenco Jan van Eyck, incluso el tipo de Virgen se ha comparado con la Virgen del canónigo Van der Paele de van Eyck. Tres años después de la muerte de van Eyck, Dalmau aplica admirablemente, en esta obra, todo lo aprendido durante su estancia en Flandes. El carácter principal de esta pintura es la gran maestría que demuestra el pintor con el retrato netamente realista de los consellers. Son perfectos retratos que imitan la realidad al mínimo detalle. Aunque siguió las pautas marcadas en el contrato con los consellers, en la sugerencia que el fondo fuera dorado, impuso el artista su interpretación más cerca del flamenquismo, como fue el cambio del dorado por la representación de paisajes en el fondo tras las ventanas de tracerías góticas.
Hace años se creía que esta tabla estaba realizada al temple, pero un estudio llevado a cabo por José Gudiol Ricart demostró que estaba pintada al óleo con el mismo sistema empleado por los pintores flamencos, a los que se les atribuye la perfección y la aplicación de esta técnica.